# Teagan Presley
Teagan Presley, pseudonimo di Ashley Ann Erickson (The Woodlands, 24 luglio 1985), è un'ex attrice pornografica statunitense.

## Biografia e carriera pornografica

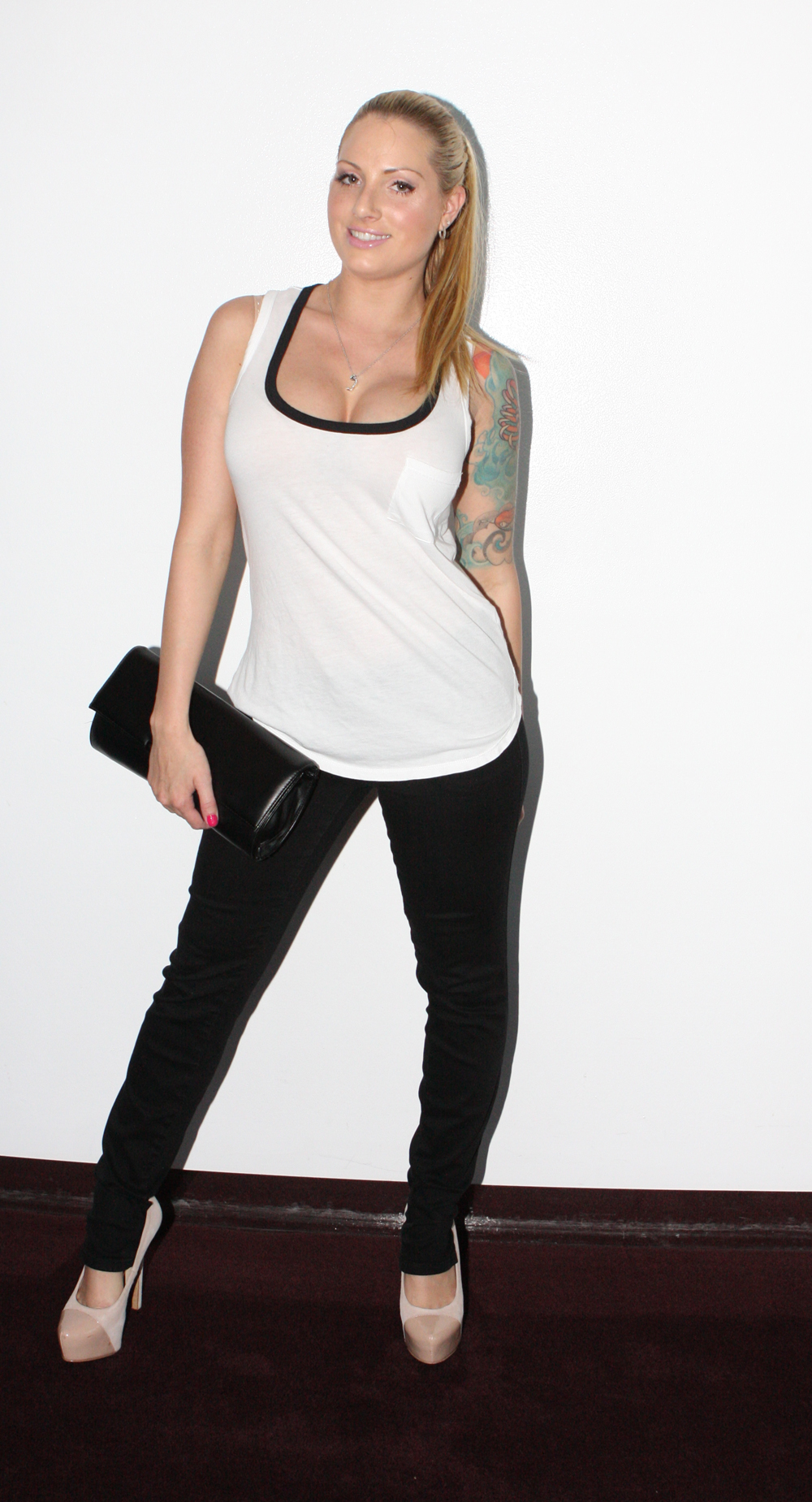
Teagan Presley nel 2013

Comincia a studiare danza classica all'età di 7 anni. Dopo essersi trasferita in California, a 10 anni, viene convocata dal teatro americano dei balletti e, a 15 anni, rappresenta l'America in una competizione in Germania e successivamente in Danimarca. Concorre in molti campionati mostrando di avere un talento naturale per la danza.
Finito il college decide di lasciare la danza e di intraprendere la carriera di porno attrice. La sua prima apparizione è in Just Over Eighteen #10 per la casa di produzione Red Light District Video, nel gennaio del 2004. In otto mesi appare in circa 70 film. Firma un contratto in esclusiva con la major Digital Playground. Nel gennaio del 2009 è stata eletta Pet of Month dalla rivista Penthouse. Nel 2010 ha diretto, insieme a Sunny Leone, l'XBIZ Awards.
Nel 2013 ha preso una seconda pausa dall'industria pornografica ed è tornata a girare quattro anni più tardi per Brazzers, la sua prima scena con un ragazzo dal 2008. Nel 2016 è stata inserita nella Hall of Fame dagli AVN Awards.

## Vita privata
Per circa un anno nel 2005 ha lasciato le scene per dare alla luce il primo figlio. Si è sposata con John Durden nell'aprile del 2007. Nel maggio dello stesso anno diventa madre per la seconda volta. Nel 2008 ha divorziato da John Durden.

## Riconoscimenti
- AVN Awards
  - 2007 – Best All-Girl Sex Scene (video) per Island Fever 4 con Jesse Jane, Jana Cova e Sophia Santi[8]
  - 2009 – Best Solo Sex Scene per Not Betwitched XXX[9]
  - 2010 – Best All-Girl Group Sex Scene per Deviance con Eva Angelina, Sunny Leone e Alexis Texas[10]
  - 2010 – Best Solo Sex Scene per Not The Bradys XXX: Marcia, Marcia, Marcia![11]
  - 2016 – Hall of Fame - Video Branch[12]
- XBIZ Awards
  - 2010 – Female Porn Star of the Year[13]

- XRCO Award
  - 2005 – Best New Starlet[14]
  - 2005 – Teen Cream Dream[15]
  - 2005 – Best 3-way Scene per Flesh Hunter 7 con Mark Ashley e Alberto Rey[16]
  - 2009 – Best Cumback[17]
- F.A.M.E. Awards
  - 2007 – Favorite Ass (Fan Award)[18]
  - 2009 – Hottest Ass (Fan Award)[19]
  - 2010 – Hottest Body (Fan Award)[20]

## Filmografia
- Cum In My Ass Not In My Mouth 2 (2003)
- 1 Night in Paris (2004)
- Anal Prostitutes On Video 1 (2004)
- Apprentass 1 (2004)
- Art Of Oral Sex (2004)
- Artcore 2: Toilet Girl (2004)
- Ass-fucking Young Girls (2004)
- Barely 18 8 (2004)
- Bell Bottoms 2 (2004)
- Butt Cream Pie 4 (2004)
- Contract Star (2004)
- Cum Drippers 6 (2004)
- Cum Swapping Sluts 7 (2004)
- Cumstains 4 (2004)
- Dawn of the Debutantes 23 (2004)
- Dirtier Debutantes 14 (2004)
- Drop Sex 2 (2004)
- Flesh Hunter 7 (2004)
- Funny Boners 3 (2004)
- Hand Solo (2004)
- Hellcats 3 (2004)
- Hi-teen Club 8 (2004)
- Hustler Centerfolds 3 (2004)
- Innocence Little Secrets (2004)
- Internal Cumbustion 4 (2004)
- Jack's Playground 14 (2004)
- Jack's Playground 16 (2004)
- Jack's Playground 17 (2004)
- Jack's Teen America 1 (2004)
- Just Over Eighteen 10 (2004)
- Just Turned 18 1 (2004)
- North Pole 49 (2004)
- Perverted POV 7 (2004)
- Pop 2 (2004)
- Service Animals 16 (2004)
- Service Animals 18 (2004)
- Sex Brats 2 (2004)
- Share the Load 1 (2004)
- Squirting 101 1 (2004)
- Stick It in My Face 2: That Dick Ain't Gonna Suck Itself (2004)
- Surfer Girls 1 (2004)
- Taboo 2 (2004)
- Tales From The Script 3 (2004)
- Teagan: Erotique (2004)
- Tease Me Then Please Me 1 (2004)
- Teen Dreams 7 (2004)
- Teenage Anal Princess 1 (2004)
- Teenage Spermaholics 2 (2004)
- Total Babe 4: "It" Girls (2004)
- Truly Nice Ass 7: Scrumptious (2004)
- Ultimate Asses 4 (2004)
- Undressed And Oversexed (2004)
- Up Your Ass 22 (2004)
- Valley Girls 1 (2004)
- Weapons of Ass Destruction 3 (2004)
- Wet Dreams Cum True 3 (2004)
- Young Pink 5 (2004)
- Young Pink 6 (2004)
- 20 Teens Who Like To Suck Cocks (2005)
- Apprentass 3 (2005)
- Cock Smokers 56 (2005)
- Evil Vault 2 (2005)
- Innocence Ass Candy (2005)
- Jack's My First Porn 1 (2005)
- Jack's My First Porn 3 (2005)
- Jack's Playground 28 (2005)
- Jack's Teen America 11 (2005)
- Jack's Teen America 5 (2005)
- Jack's Teen America 9 (2005)
- Nuttin' Hunnies 3 (2005)
- Outnumbered 3 (2005)
- Pirates (2005)
- Raw Desire (2005)
- Sinfully Sexy (2005)
- Soloerotica 8 (2005)
- Spunk'd (2005)
- Teagan: All American Girl (2005)
- Virtual Sex with Teagan Presley (2005)
- Best of Dirtier Debutantes 2 (2006)
- Deeper 2 (2006)
- Island Fever 4 (2006)
- Jack's Big Ass Show 2 (2006)
- Jack's POV 5 (2006)
- Sexual Freak 2: Teagan Presley (2006)
- Slut Puppies 2 (2006)
- Teagan's Juice (2006)
- Terrible Teens 3 (2006)
- Art Of The Cumfart 1 (2007)
- Babysitters (2007)
- Control 6 (2007)
- Cream Team 1 (2007)
- Filth Cums First 2 (2007)
- I Love Cytherea (2007)
- Icon (2007)
- Inside Jobs 2 (2007)
- Jack's Leg Show 1 (2007)
- Jack's My First Porn 9 (2007)
- Jack's Playground 35 (2007)
- Jack's POV 10 (2007)
- Monster Meat 2 (2007)
- Taboo: Maximum Perversions (2007)
- Addicted 4 (2008)
- All Alone 3 (2008)
- Anabolic Superstars (2008)
- Doll House 4 (2008)
- Fishnets 8 (2008)
- Internal Injections 3 (2008)
- Jack's Big Ass Show 8 (2008)
- Jack's Playground 38 (2008)
- Jack's POV 12 (2008)
- Jack's Teen America 22 (2008)
- No Swallowing Allowed 13 (2008)
- Not Bewitched XXX (2008)
- Not The Bradys XXX: Marcia Marcia Marcia (2008)
- Nurses in Training (2008)
- Oil Overload 1 (2008)
- Piece of Ass (2008)
- Roller Dollz (2008)
- Smokin' Hot Blondes 1 (2008)
- Swap Meat (2008)
- Tease Before The Please 2 (2008)
- Art Of The Cumfart 2 (2009)
- Deviance 1 (2009)
- Four Finger Club 27 (2009)
- MILF Next Door 8 (2009)
- Not Airplane XXX: Flight Attendants (2009)
- Not Airplane XXX: Flight Attendants (new) (2009)
- Not Airplane XXX: Flight Attendants (new) (new) (2009)
- Not The Cosbys XXX 1 (2009)
- Pop Shots 10 (2009)
- Sun Goddess: Malibu (2009)
- Teagan vs Jenna (2009)
- Video Nasty 5: Teagan (2009)
- What Gets You Off 4 (2009)
- All-Star Overdose (2010)
- Bree and Teagan (2010)
- Busted (2010)
- Chick Flixxx (2010)
- Deviance 2 (2010)
- Eva Angelina vs. Teagan (2010)
- Femme Core (2010)
- Harder (2010)
- Sorority Girlz (2010)
- Teagan Takes Control (2010)
- Young Guns (2010)
- Badass School Girls 5 (2011)
- Forbidden (2011)
- Grindhouse XXX: A Double Feature (2011)
- Killer Bodies: The Awakening (2011)
- Not Airplane XXX: Cockpit Cuties (2011)
- Not Pan Am XXX (2011)
- Teagan Presley: The S!x (2011)
- Anal Champions of the World (2012)
- Buffy The Vampire Slayer XXX: A Parody (2012)
- Deviance 3 (2012)
- Superstars (II) (2012)
- Babyfaced Nymphettes (2013)